# واحد لوتار
واحد لوتار (انگلیسی: LOTAR) واحد ۷۰۷، مدرسه ضد ترور یا مدرسه لوتار یگان آموزشی نیروهای دفاعی اسرائیل است، که وظیفه آموزش واحدهای ارتش اسرائیل در زمینه‌های مبارزه با ارتش نامنظم در مناطق شورشی، مدیریت بحران مبارزه با تروریسم و نجات گروگان، جمع‌آوری اطلاعات تاکتیکی، استفاده از تفنگ‌های تک‌تیرانداز و سناریوهای مختلف جنگ در مقیاس کوچک و کوتاه‌برد را برعهده دارد. 
واحد لوتار همچنین در برخی مواقع خود این وظایف را نیز انجام می‌دهد. علاوه بر این، واحد لوتار مسئولیت‌های دیگری از جمله تئوری‌های استتار، آموزش سربازان ویژه (که در کوهنوردی و راپل آموزش دیده‌اند) و چندین سناریوی آموزشی دیگر را نیز بر عهده گرفته است. در عین حال، در صورت لزوم، پرسنل این واحد باید عملیات ویژه نظامی را طبق مأموریت‌های محوله انجام دهند. اکثر آنها بر حملات سبک کماندویی، مبارزه با تروریسم، عملیات مخفی، نجات گروگان (در صورت لزوم)، جنگ نامنظم، جمع‌آوری اطلاعات تاکتیکی و ردیابی اهداف با ارزش بالا تمرکز دارند.
یگان لوتار در سال ۱۹۷۴ توسط آموس کوتزر تأسیس شد. مدرسه لوتار در پایگاه میتکان آدام در کنار واحد اوکتز و تیپ ۸۹ عوز، در جنوب شرقی تل‌آویو در شورای منطقه‌ای هول مودیعین قرار دارد.